# Lena Andersson (keramiker)
Lena Margareta Andersson, ogift Svensson, född 5 maj 1947 i Borås Gustav Adolfs församling i dåvarande Älvsborgs län, är en svensk keramiker, glaskonstnär och formgivare. 
Lena Andersson arbetar ofta i rakuteknik. Hon utbildade sig vid Konstfack, avdelningen för keramik och glas, i Stockholm 1968–1974. Hon har haft separatutställningar i Sverige och utomlands och utfört ett antal offentliga uppdrag. Bland annat har Andersson utformat entrén till Bollnäs sjukhus.  År 1975 var hon en av ett tjugotal konsthantverkare som startade glas- och keramikgruppen Blås & Knåda med utställningslokal och butik på Hornsgatan 26 i Stockholm. 
Lena Andersson är bosatt i Karsjö utanför Järvsö i Hälsingland och ledamot i bland annat Sveriges Konsthantverkare & Industriformgivare.